# Canal de Navarrés
Canal de Navarrés là một comarca trong tỉnh Valencia, Cộng đồng Valencian, Tây Ban Nha.

## Các đô thị bên trong
- Anna
- Bicorp
- Bolbaite
- Chella
- Enguera
- Millares
- Navarrés
- Quesa